# 오사카 대학

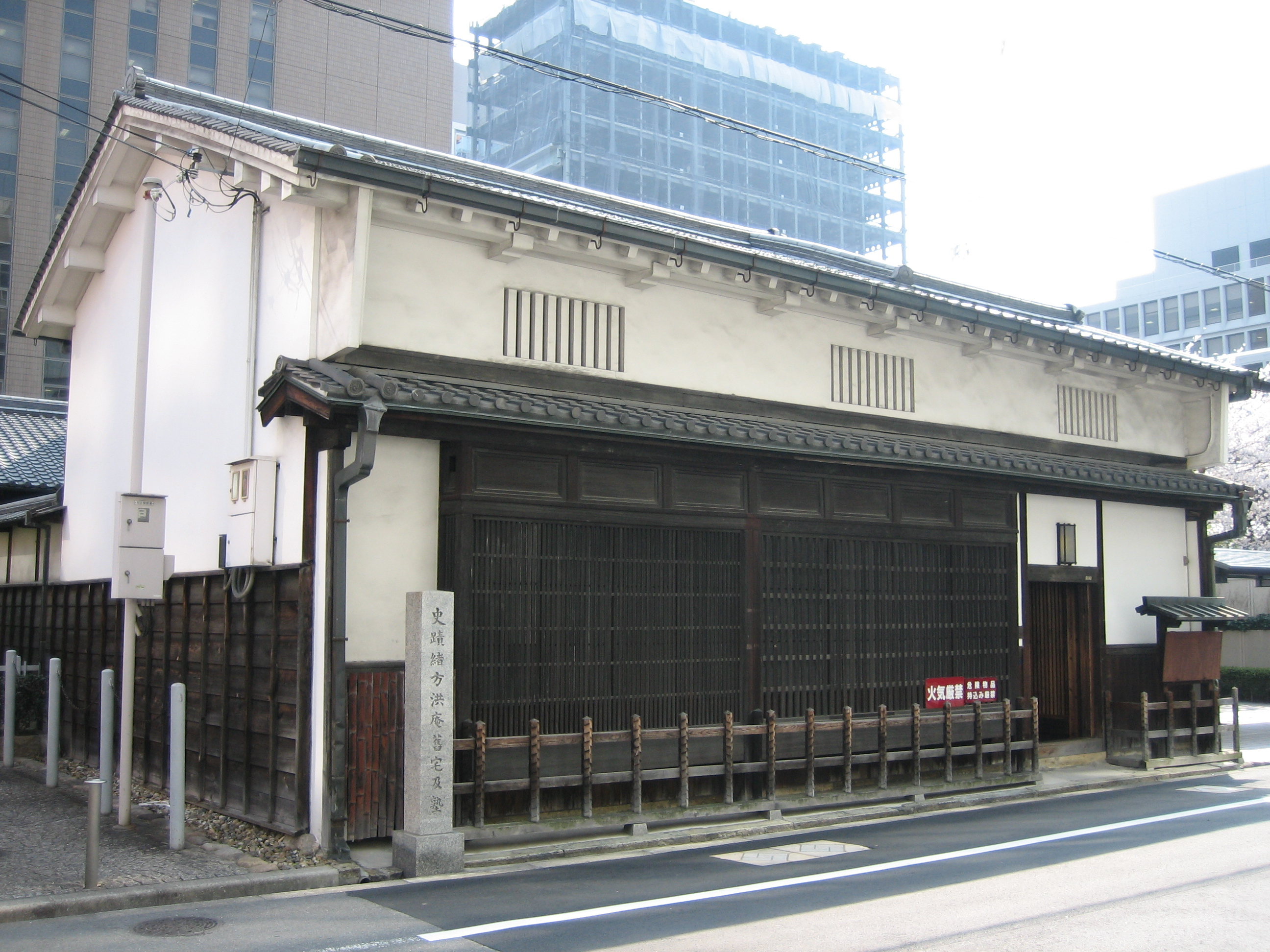
데키주쿠 (適塾/적숙)

오사카 대학(일본어: 大阪大学 오사카다이가쿠[*], 영어: The University of Osaka)은 일본의 최상위권 명문 국립 대학이다. 일본 문부과학성의 슈퍼 글로벌 대학 사업에 의하여 탑 대학으로 지정돼 있다. 캠퍼스는 오사카부 도요나카시,스이타시 와 미노오시에 위치하고 있다.

## 평가
- 구 제국대학 중 하나로, 홋카이도 대학, 도호쿠 대학, 도쿄 대학, 도쿄 공업대학, 나고야 대학, 교토 대학, 규슈 대학, 히토츠바시 대학, 고베대학 등과 함께 일본 최상위권 대학으로 꼽힌다.
- 2020년 QS World University Rankings™ 대학 평가에서는 종합대학평가 세계 71위(일본 3위)를 기록하였다.[2]
- 2020년 Academic Ranking of World Universities 대학 평가에서는 종합대학평가 세계 151-200위(일본 5-7위)를 기록하였다.[3]
- 2020년 Times Higher Education Japan University Rankings 대학 평가에서는 종합대학평가 일본 8위를 기록하였다.[4]

## 연혁
오사카 대학의 정신적 원류는 1724년에 상인들이 설립한 사립학교 《가이토쿠도》 (懷德堂 회덕당[*])이다. 이 학교는 1869년에 폐교했지만, 재단법인 회덕당기념회(財團法人 懷德堂記念會)가 1916년에 시민강좌로서 재건했다. 이 학교도 제2차 세계 대전으로 인해 파괴되었다. 1949년 회덕당의 서적은 오사카 대학에 기부되었다.
오사카 대학 자연과학계/의학계의 기원은 1838년에 의사 오가타 코안(緖方洪庵)이 설립한 사립학교 《데키주쿠》 (適塾/적숙)이다. 이 학교는 1869년에 폐교되어, 교사들과 학생들이 새 공립 의학교에 이적했다. 그 의학교는 1931년에 오사카 제국대학으로 승격했다.
- 1869년 2월 가병원(假病院) 설립.
- 1869년 11월 오사카 부 의학교 병원(大阪府醫學校病院)으로 개칭.
- 1872년 병원과 의학교 폐지.
- 1873년 오사카 부 병원(大阪府病院) 설치.
- 1879년 오사카 공립 병원으로 개칭.
- 1880년 부립 오사카 의학교 설치.
- 1903년 전문학교로 승격. 오사카 부립 고등 의학교로 개칭.
- 1914년 2월 예과 2년에서 3년으로 변경함.
- 1915년 10월부립 오사카 의과대학으로 개칭.
- 1919년 11월 대학령에 의한 대학으로 승격. 오사카 의과대학(大阪醫科大學)으로 개칭.
- 1931년 5월 오사카 제국대학(大阪帝國大學)으로 승격. 의학부와 이학부를 설치.
- 1933년 구제(舊制) 오사카 공업대학을 통합. 공학부를 설치.
- 1947년 오사카 대학으로 개칭.
- 1949년 구제 오사카 대학, 오사카 고등학교[5](大阪高等學校), 나니와 고등학교[6](浪速高等學校)와 오사카 약학 전문학교[7](大阪藥學專門學校)를 통합해, 신제(新制) 오사카 대학 발족.
- 1970년 공학부가 스이타 캠퍼스에 이전.
- 1993년 의학부/병원이 스이타 캠퍼스에 이전.
- 2007년 오사카 외국어대학을 통합. 일본의 국립대학 중 학생 규모로 최대의 대학으로.

## 캠퍼스

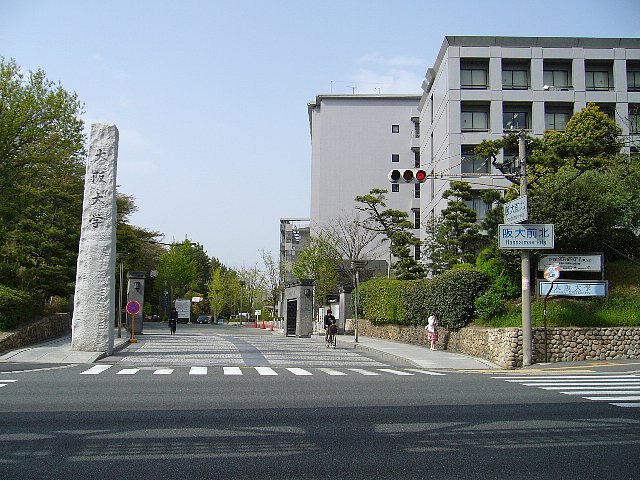
도요나카 캠퍼스

- 도요나카(豊中) 캠퍼스: 문학부, 법학부, 경제학부, 이학부, 기초공학부 캠퍼스.
- 오사카 부 도요나카시 마치카네야마 초(待兼山町) 1-6.
- 스이타(吹田) 캠퍼스: 대학 본부 캠퍼스.
- 오사카부 스이타시 야마다오카(山田丘) 1-1.
- 미노(箕面) 캠퍼스: 외국어학부 캠퍼스.
- 오사카 부 미노오시 아오마타니 히가시(粟生間谷東) 8-1-1.
- 나카노시마(中之島) 센터: (구 의학부 캠퍼스)
- 오사카 부 오사카시 기타 구(北區) 나카노시마(中之島) 4-32-9.

## 조직

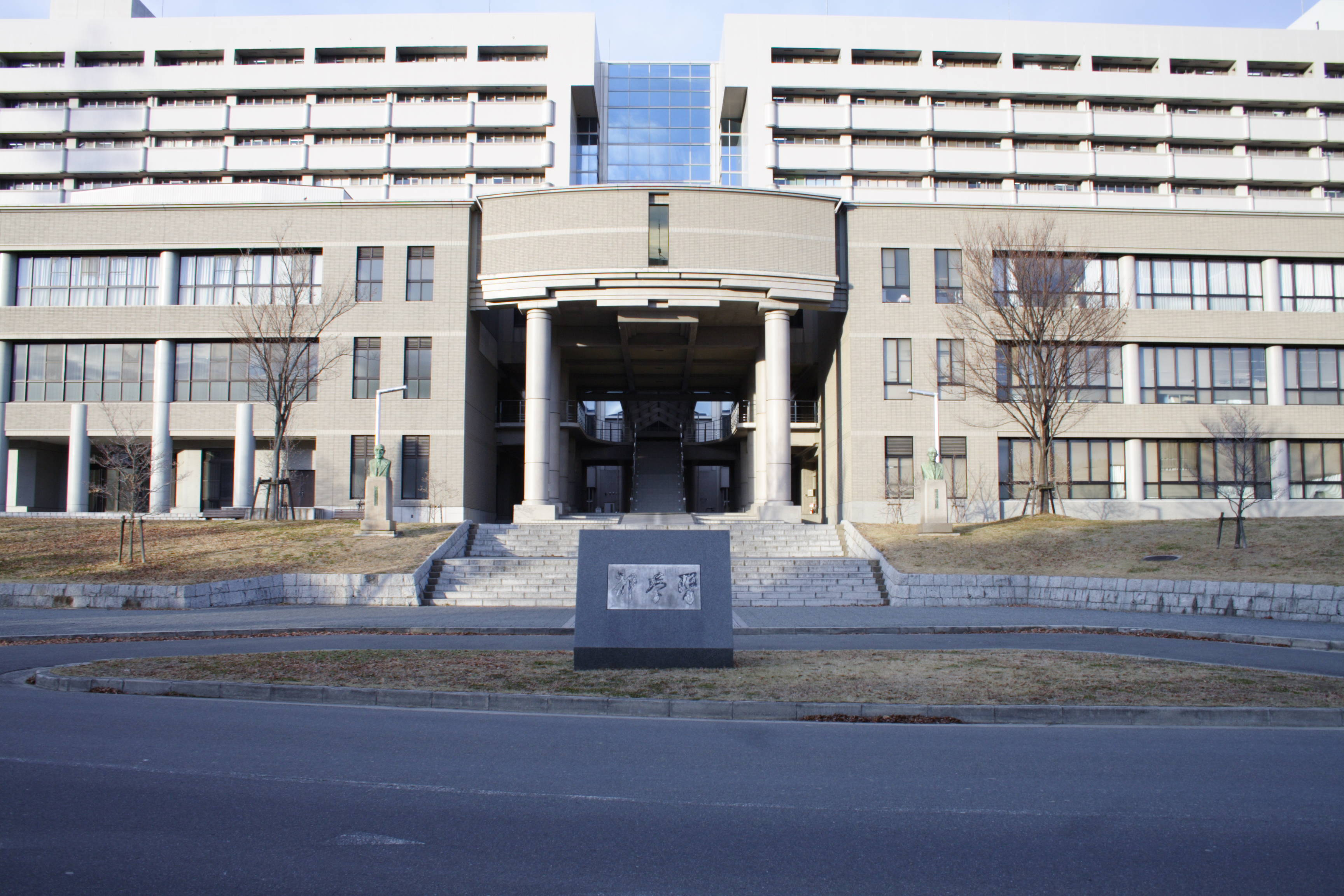
의학부

### 학부
- 문학부
- 인간과학부
- 외국어학부
  - 구 오사카 외국어대학
- 법학부
- 경제학부
- 이학부
- 의학부
- 치(齒)학부
- 약학부
- 공학부
- 기초공학부

### 대학원
- 문학 연구과
- 인간과학 연구과
- 법학 연구과
- 경제학 연구과
- 이학 연구과
- 의학계 연구과
- 치학 연구과
- 약학 연구과
- 공학 연구과
- 기초공학 연구과
- 언어문화 연구과
- 국제 공공정책 연구과
- 정보과학 연구과
- 생명기능 연구과
- 고등 사법 연구과 (법과대학원)

### 부속 기관
- 도서관
- 의학부 부속 병원
- 치학부 부속 병원
- 연구소
  - 미생물 병 연구소
  - 산업과학 연구소
  - 단백질 연구소
  - 사회 경제 연구소
  - 접합 과학 연구소
- 학내공동교육연구시설 (학내 센터)
  - 종합 학술 박물관
  - 저온 센터
  - 초고압 전자현미경 센터
  - 라디오아이소토프 종합 센터
  - 환경안전 연구관리 센터
  - 유학생 센터
  - 생물공학 국제교류 센터
  - 극한양자과학 연구 센터
  - 태양애너지화학 연구 센터
  - 대학교육 실천 센터
  - 첨단과학 이노베이션 센터
  - 보건 센터
  - 임상 의공학 융합 연구교육 센터

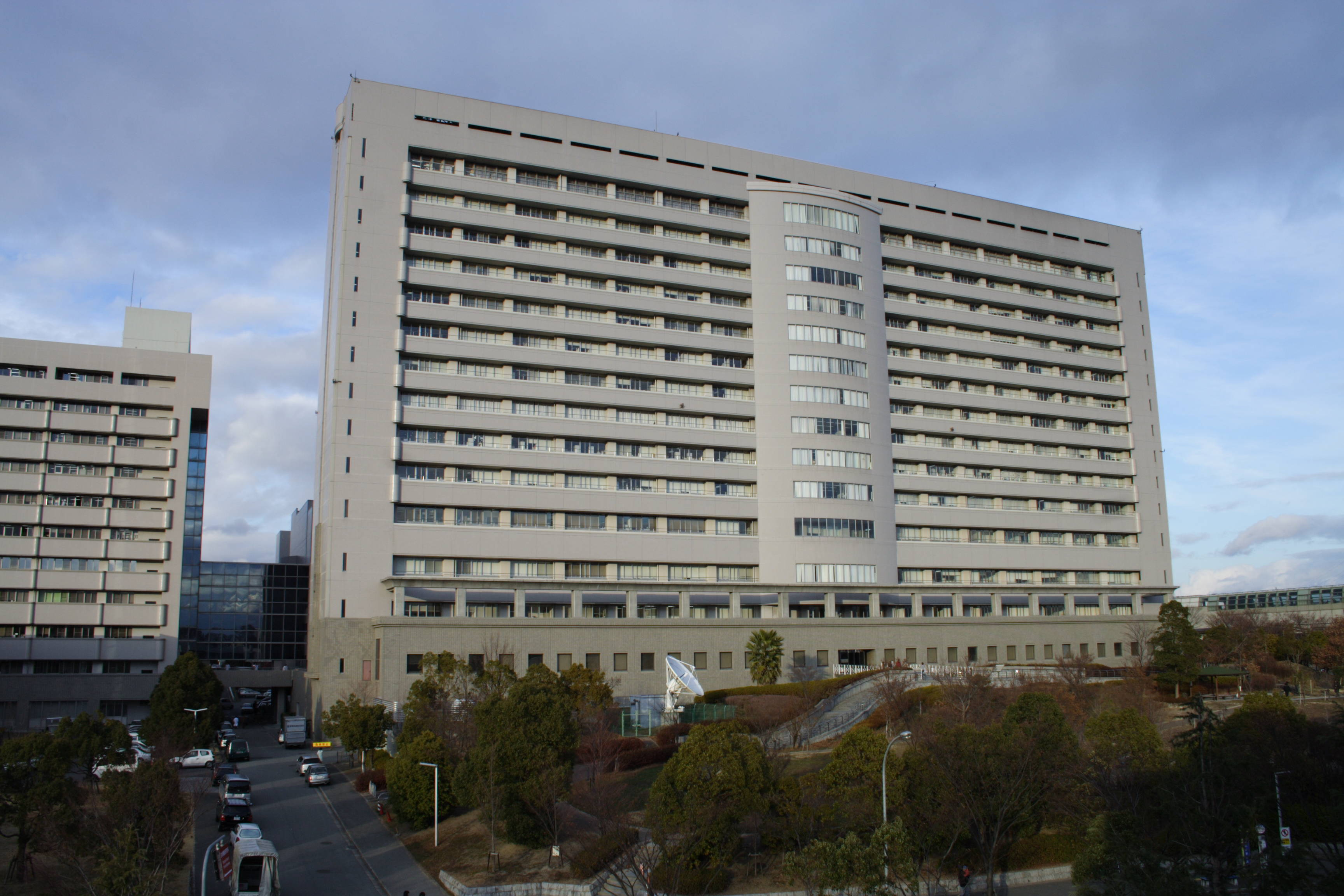
의학부 부속 병원

  - 코미니케이션 디자인 센터 (CSCD)
  - 금융보험 교육연구 센터
  - 과학교육 기기 리노베이션 센터
  - 글로벌 콜라보레이션 센터 (GLOCOL)
  - 세계언어 연구 센터
  - 일본어 일본문화 교육 센터
  - 서스테이너빌리티 디자인 센터
  - 나노사이엔스 디자인 교육연구 센터
- 전국공동이용시설 (전국 센터)
  - 핵물리 연구 센터
  - 사이버 미디아 센터
  - 레이저애너지학 연구 센터
- 세계 탑 수준 국제연구 거점 (국제 센터)
  - 면역학 프론티아 연구 센터

- 교육연구 지원조직
  - 학제융합 교육연구 플랏 홈
  - 여성연구자 캐리아 디자인 랩
  - 문서관 설치 준비실
- 해외거점
  - 샌프란시스코 교육연구 센터
  - 그로닝겐 교육연구 센터
  - 방콕 교육연구 센터
- 기타
  - 21세기 가이토쿠도(懐徳堂)
  - 나카노시마 센터
  - 산학연휴 추진 본부
  - 안전위생관리부

## 한국 대학과의 관계
- 연세대학교
- 한양대학교
- 경상국립대학교
- 한국예술종합학교
- 창원대학교
- 전남대학교
- 서울대학교
- 중앙대학교
- 충남대학교
- 부산대학교
- 아주대학교

## 교우 대학 관계자
노벨상 수상자 유카와 히데키와 요시노 아키라가 오사카대학에서 박사학위를 받았습니다. 동문에는 Crafoord Prize, 늑대 의학상, 알버트 래스커 기초 의학 연구상 및 로버트 코흐상 의 우승자도 포함됩니다.
- 유카와 히데키, 노벨 물리학상 수상자 1949
- 요시노 아키라, 노벨 화학상 수상자 2019
- 키시모토 타다미츠, Crafoord Prize 2009
- 히라노 도시오, Crafoord Prize 2009
- 하야이시 오사무, 늑대 의학상 1986년
- 하나푸사 히데사부로, 알버트 래스커 기초 의학 연구상 1982
- 아키라 시즈오, 로버트 코흐상 2004
- 이시구로 히로시, 로봇 과학자
- 모리타 아키오, 소니 창업자